# Bulend Biščević
Bulend Biščević (Sarajevo, 10. ožujka 1975.), bosanskohercegovački nogometaš.
Krenuo je s igranjem nogometa u omladinskom pogonu sarajevskog Željezničara već s 9 godina, a 1994. dolazi do seniorske momčadi. U klubu provodi narednih 10 godina, prvih šest kao desni bek, a zatim (po dolasku trenera Amara Osima) kao obrambeni vezni igrač. 

Bio je vrijedan igrač koji puno trči i uglavnom je bio orijentiran u razaranju suprotnih timova. Imao je i dobru tehniku, tako da je mogao, ako je potrebno, igrati na raznim pozicijam i ulogama.

Nakon što je postao "Željina" legenda prelazi na Cipar, tamošnji Pafos gdje igra do kraja 2004. godine. Tada zajedno s Nikom Kranjčarom tvori najveća pojačanja splitskog Hajduka te zime, došavši na preporuku trenera Blaža Sliškovića i Igora Štimca. Na kraju sezone osvaja naslov, ali uz prosječnu igru momčadi, dok sljedeće sezone "Bili" osvajaju Super kup, ali pod vodstvom Ćire Blaževića doživljavaju potop na europskoj sceni. Biščević se zadržao jednu i pol godinu, kada prelazi u Zrinjski iz Mostar. 
Prelazak u klub iz Mostara, gdje se vraća Baki Sliškoviću nakon što je ovaj dobio otkaz u Hajduku, razočarao je navijače njegova matičnog Željezničara, a nije dobro primljen ni u Zrinjskom. Nakon teže ozljede koljena u kolovozu 2006. prekida karijeru. Otad radi u Upravi sarajevskog Željezničara. 

Za Nogometnu reprezentaciju Bosne i Hercegovine odigrao je oko 30 službenih utakmica. 

Statistika u Hajduku
| Natjecanje        | Nastupi | Zgoditci |
| ----------------- | ------- | -------- |
| Prvenstvo         | 17      | 2        |
| Kup               | 8       | 0        |
| Superkup          | 1       | 0        |
| Međunarodne       | 1       | 0        |
| Splitski podsavez | 0       | 0        |
| Ukupno            | 27      | 2        |
| Prijateljske      | 11      | 0        |
| Sveukupno         | 38      | 2        |

Prvi nastup ima protiv Osijeka 26. veljače 2005 u Osijeku (završilo s 2:2). Postigao je dva prvenstvena zgoditka i to prvi 28. svibnja 2005. Varteksu u Splitu (završilo sa 6:0 za Hajduk), i drugi Osijeku u Splitu 20. srpnja 2005, završilo sa 6:0 za Hajduk.

## Vanjske poveznice
- Nogometni-magazin: statistika
- Bulend Biščević - bijeg u pobjedu  Arhivirana inačica izvorne stranice od 7. kolovoza 2007. (Wayback Machine)